# Батлер, Смедли
Сме́дли Да́рлингтон Ба́тлер (англ. Smedley Darlington Butler; 30 июня 1881 года, Уэст-Честер — 21 июня 1940 года, Филадельфия) — американский военный деятель, генерал-майор морской пехоты США, дважды кавалер Медали Почёта.

## Биография
Посвятив 34 года военной службе в рядах морской пехоты США, генерал-майор Батлер, который за свой неуступчивый характер получил прозвища «Старый сверлильный глаз» и «Старая полоскательница», на время своей смерти имел наибольшее количество военных наград в истории Корпуса морской пехоты США. После окончания Хаверфордской школы начал служить в армии. В течение трети века Смедли Батлер участвовал в боевых действиях в разных концах света: на Филиппинах, в Китае (восстание боксёров), Никарагуа (1910—1912), на Кубе (1912), в Мексике (1914), на Гаити (1915), в Доминиканской республике (1916), во Франции во время Первой мировой войны.
Награждён медалями Конгресса США, медалью «За отличную службу» (1919), наградами других стран.
К концу своей карьеры он получил 16 военных наград, 5 из которых были за личный героизм и мужество. Генерал Батлер является одним из 19 человек, которые дважды были награждены Медалью Почёта, одним из трёх американских морских пехотинцев, которые отмечены медалью внеочередного звания морской пехоты США и Медалью Почёта, и единственным, кто был трижды награждён этим Медалями, каждый раз за отдельные проявления храбрости.
Вышел в отставку 1 октября 1931 года. После завершения службы в Вооружённых силах США служил Директором Общественной безопасности в Филадельфии в течение двух лет и выступал с суровой критикой американского военного авантюризма. В изданной им в 1935 году книге «Война — это рэкет» Батлер описал природу военно-промышленного комплекса и заинтересованность в войнах его руководителей и магнатов. Вскоре он стал очень популярным оратором и выступал на митингах ветеранов, пацифистов и религиозных групп в течение 1930-х годов.
В 1934 году генерал был втянут в громкий скандал, связанный с его публичными обвинениями военных промышленников в заговоре, якобы имевшем место год тому назад, и подготовке военного переворота против президента Франклина Рузвельта. Лица, против которых выступал Батлер с острой критикой, отвергали эти обвинения и факт существования заговора, а пресса смеялась над так называемыми разоблачениями. Однако заключительный доклад специального комитета Конгресса США установил факт, что заговор существовал, однако никто не попал под судебные расследования. По мнению многих историков, заговор промышленников и высокопоставленных лиц среди военных ещё не дошёл до стадии тщательной подготовки и имел только общие наброски, которые обсуждались.

## Память
- В честь Смедли Батлера названа военная база морской пехоты США «Marine Corps Base Camp Smedley D. Butler» на острове Окинава.